# 8168 Роджербурк
8168 Роджербурк (8168 Rogerbourke) — астероїд головного поясу, відкритий 18 березня 1991 року.
Тіссеранів параметр щодо Юпітера — 3,385.